# Banánová krabice

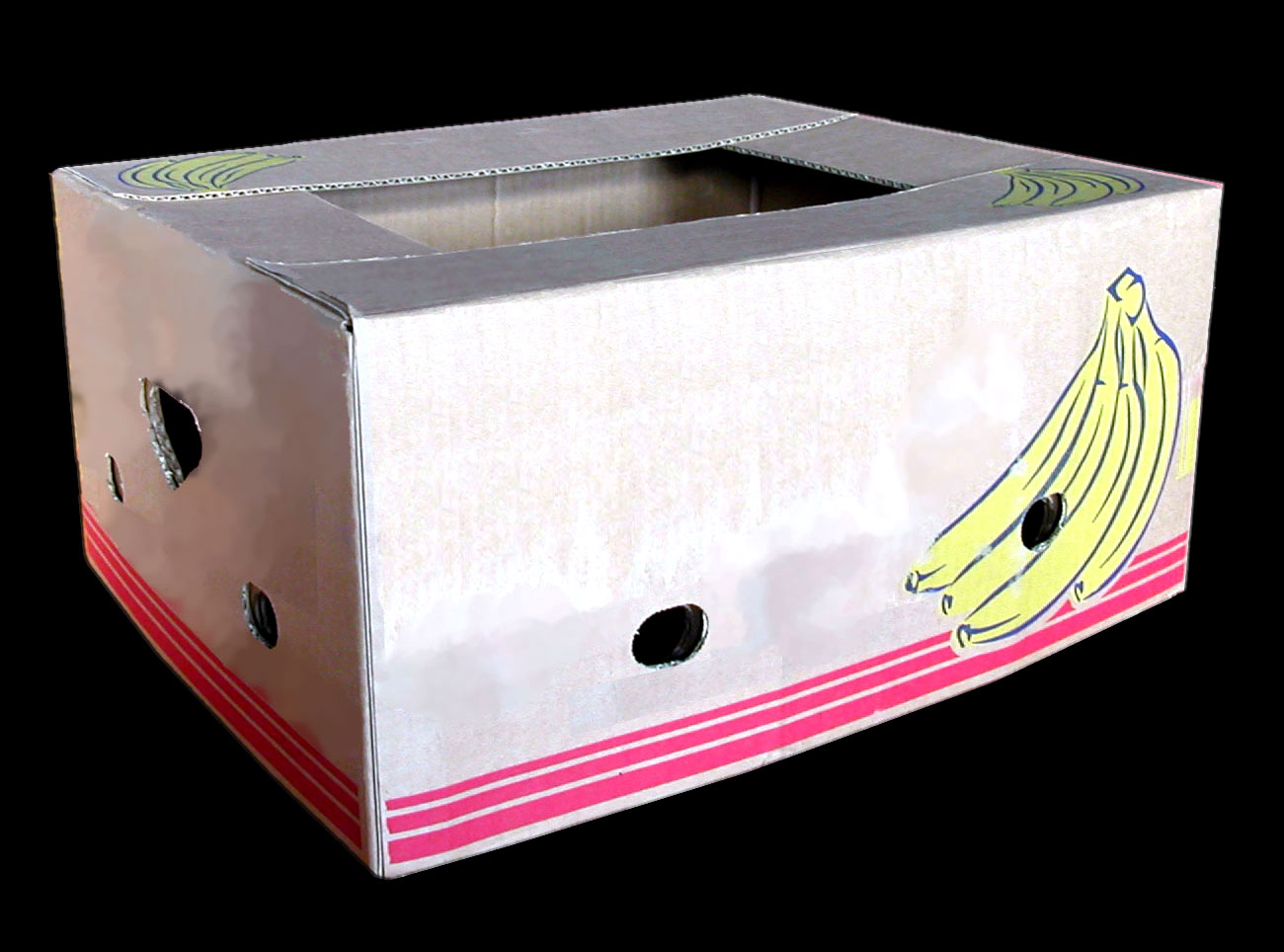
Banánová krabice

Banánová krabice je typ kartonové krabice primárně určené na přepravu banánů. Často se skládá ze samostatné spodní části a víka. Na krabici jsou také otvory sloužící jako rukojeti a větrací otvory, které umožňují „dýchání“ banánů a přístup procesních plynů, jako je ethylenoxid, určených pro zrání banánů. Otvor ve dně je obvykle zakryt tenkou vrstvou lepenky, aby banány nevypadávaly. Mezi banány a krabicí je obvykle umístěna vrstva plastu.

## Dějiny
Až do 50. let 20. století se banány často přepravovaly zavěšené na hácích v nákladových prostorách chladírenských lodí, což mohlo vést k tomu, že banány byly po doručení do cíle ve špatném stavu. Vzhledem k tomu, že je ovoce citlivé na tlak, byly v roce 1961 zavedeny krabice, do kterých byly banány baleny již na plantážích a do chladírenských lodí byly nakládané již v těchto krabicích. Od poloviny 60. let 20. století se k přepravě banánových krabic stále častěji používaly chladírenské kontejnery.

## Rozměry
Banánová krabice obvykle pojme přibližně 18 kg banánů. Rozměry se mohou u různých výrobců lišit. Přibližně jde o rozměry 535 mm na šířku, 400 mm na hloubku a 245 mm na výšku, což odpovídá objemu 52 litrů. Dvacet banánových krabic tak zaplní přibližně 1 metr krychlový. Jeden ISO kontejner typu 1AA tak pojme 1200 banánových krabic. Nevýhodou banánových krabic pro přepravní účely je, že na rozdíl od eurokontejnerů nemohou efektivně naplnit europaletu (ta má rozměr 1200 × 800 mm).

## Zkoumání toxických látek
Existují domněnky, že banánové krabice mohou obsahovat toxiny, které je činí nevhodnými pro skladování oblečení a kuchyňského náčiní. V roce 2004 Švédský národní úřad pro potraviny testoval krabice od banánů, ale žádné toxiny objeveny nebyly. V roce 2012 Švédská společnost pro ochranu přírody nemohla dát definitivní odpověď, ale usoudila, že riziko vysokých koncentrací toxinů v těchto krabicích je nepravděpodobná.

## Přítomnost nežádoucích bezobratlých
Někteří jedovatí pavouci rodu Phoneutria se občas neúmyslně dostanou do Evropy s banánovými krabicemi přivezenými nákladní lodí. V roce 2018 švédský odborník na zvířata Jonas Wahlström uvedl, že v zemích produkujících banány se nevyskytují žádní velmi nebezpeční pavouci. V roce 2010 však byli v banánových krabicích ve Spojeném království a Německu údajně nalezeni smrtící brazilští pavouci.

## Další použití banánových krabic

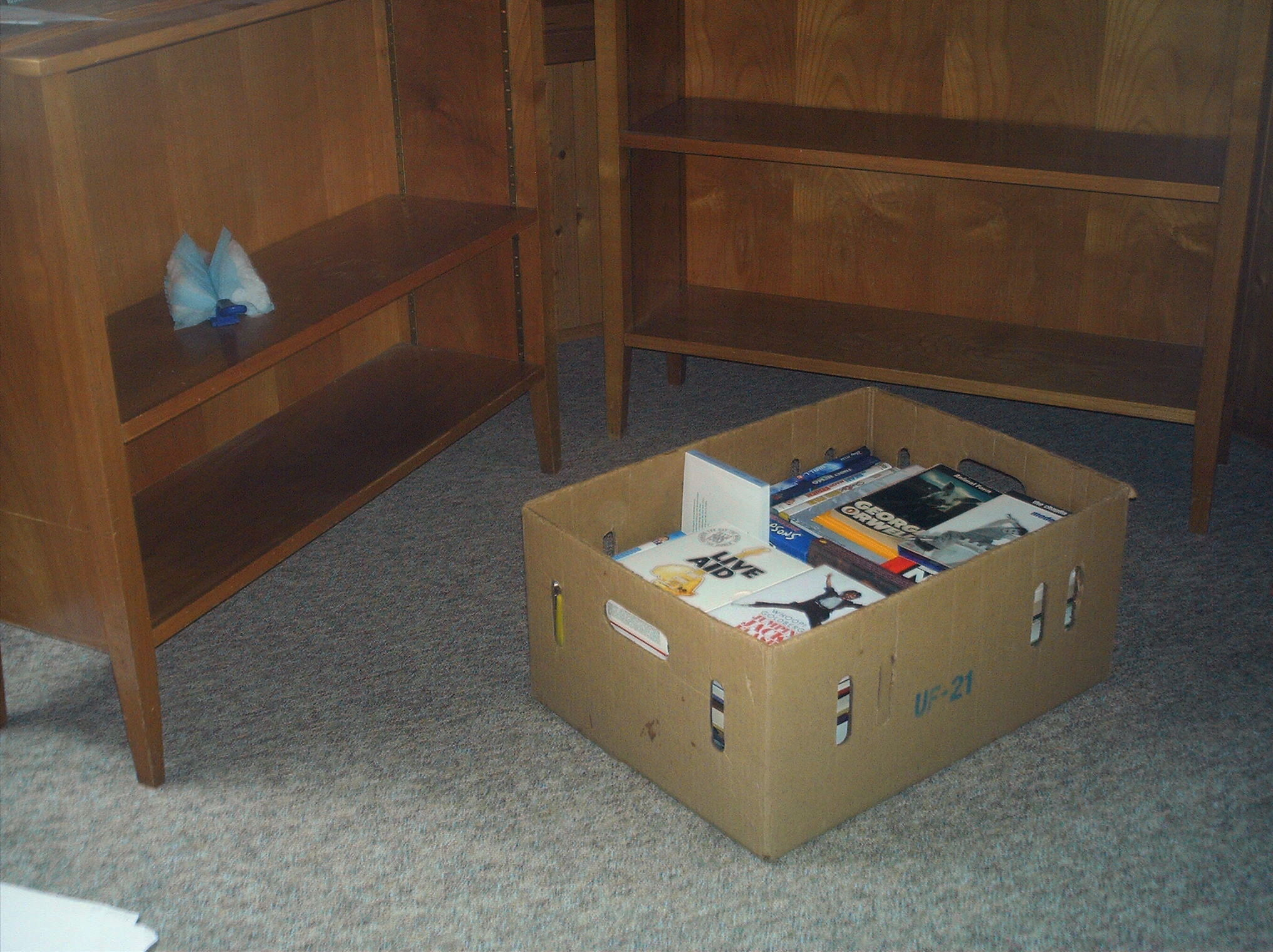
Knihy v krabici od banánů

Banánové krabice se běžně používají pro skladování nebo přepravu, například jako stěhovací krabice, pro archivaci, na trzích s použitými knihami, ve skladovacích prostorách nebo pro humanitární logistiku. Důležitým faktorem používání banánových krabic je, že jsou obvykle cenově dostupné a snadno se dají sehnat, protože je mnoho obchodů s potravinami často rozdává zdarma, protože by jinak musely platit za jejich likvidaci. Krabice jsou relativně robustní (na to, že se jedná o kartonové krabice) a jejich téměř standardizovaný tvar umožňuje snadné stohování. Některé obchody si za krabice od banánů účtují poplatky a zisk může jít například na charitu. Nevýhodou používání banánových krabic pro stěhování může být jejich velikost a to, že dno nemusí být dostatečně pevné. Mohou také začít zapáchat důsledkem šťávy, která se do nich z banánů uvolnila během přepravy.

## Možné alternativy banánových krabic
V roce 2018 se Nizozemsko snažilo nahradit banánové krabice plastovými krabicemi, které by se daly znovu použít. Motivací pro to byla udržitelnost jejich přepravy.
V roce 2021 uvedla společnost IFCO na trh novou ventilovanou plastovou banánovou krabici. Má rozměry 600 × 400 mm. Navíc má v rozloženém stavu výšku pouze 211 mm a v prázdném stavu je skládací na celkovou výšku pouhých 28 mm. Její rozměry jsou tak efektivnější při přepravě i skladování. IFCO tvrdí, že tento nový typ banánového boxu může přispět k cirkulární ekonomice.

## Fotogalerie

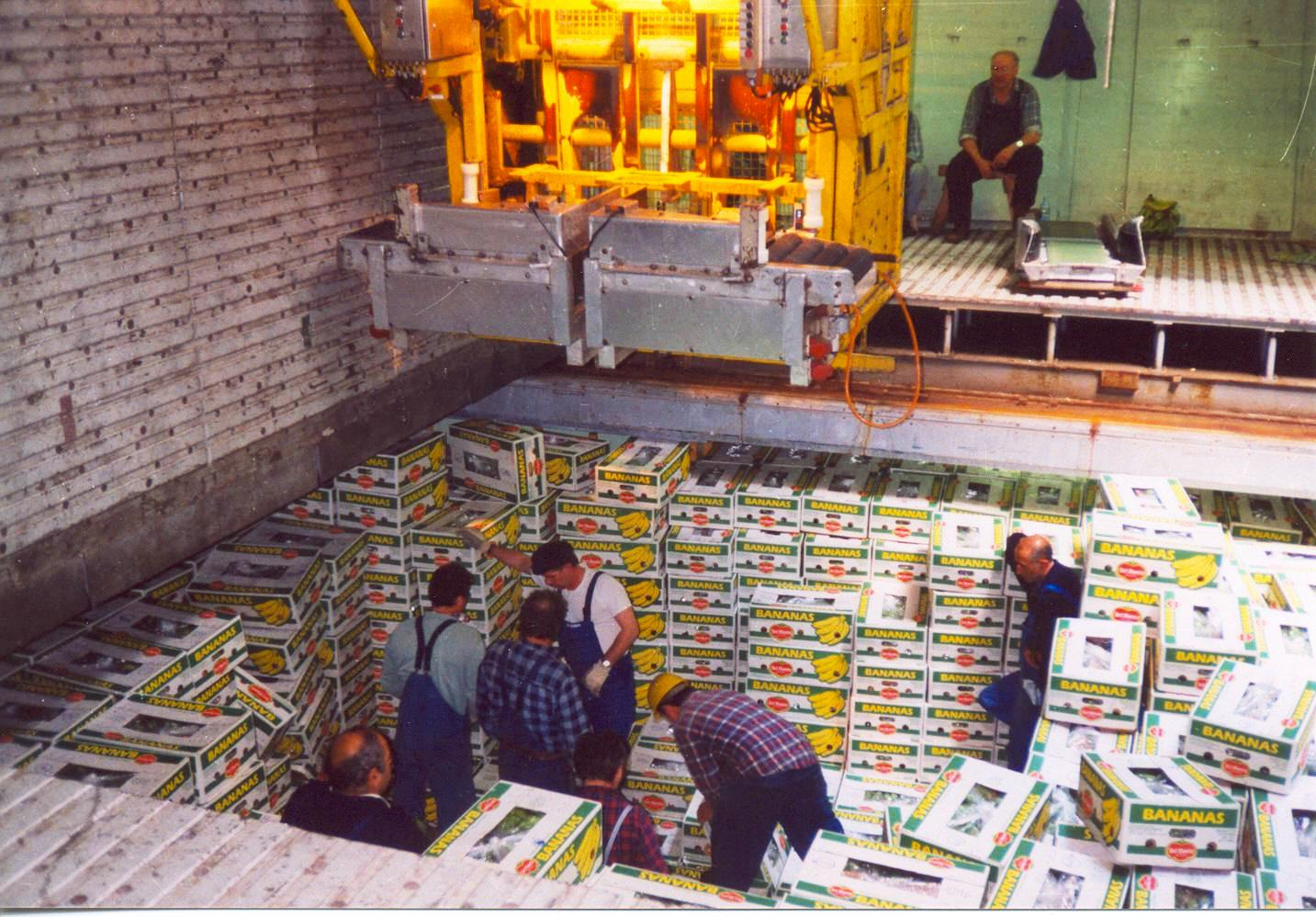
Nakládka banánových krabic do chladírenské lodi
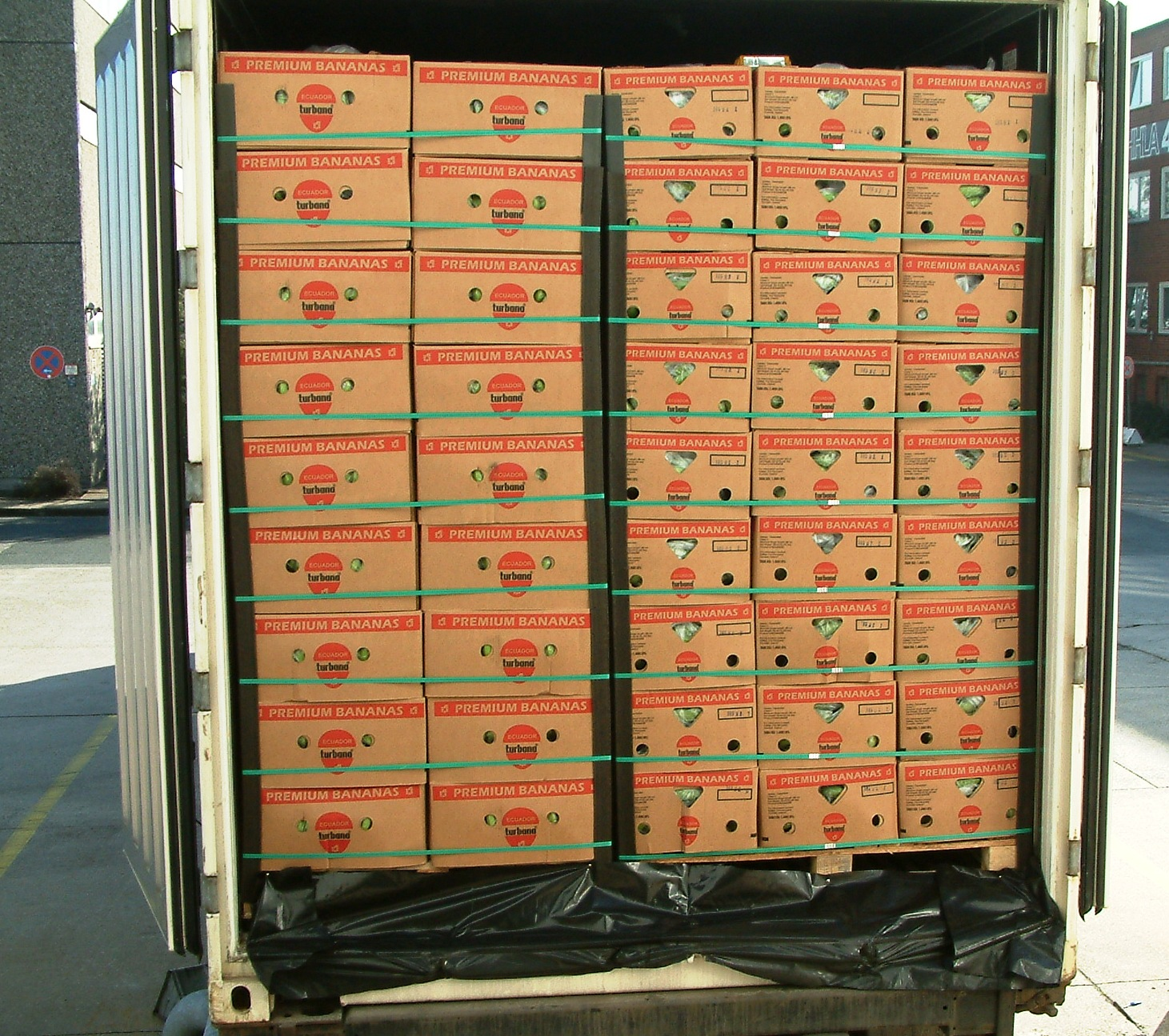
Přeprava banánových krabic v chladírenském kontejneru při teplotě 13,5 °C
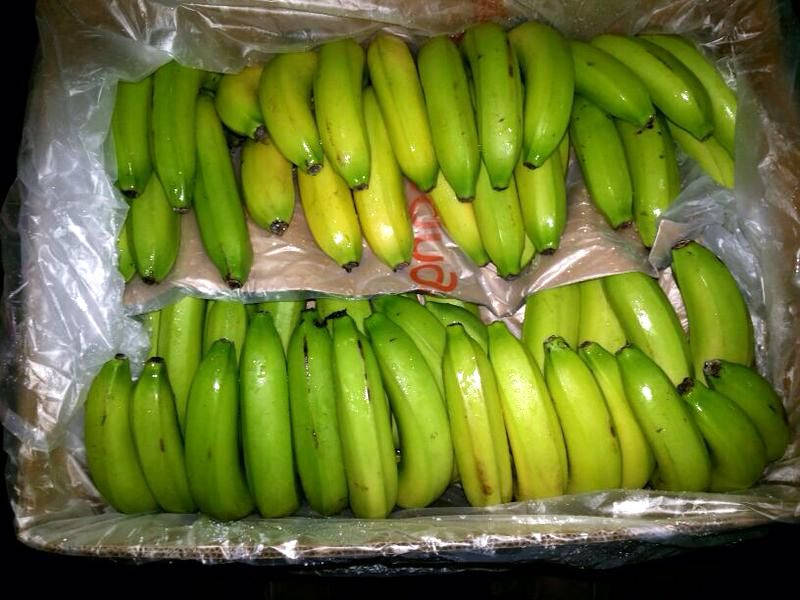
Uložení banánů během přepravy v banánové krabici